# Skakavac (Károlyváros)
 Skakavac  falu Horvátországban, Károlyváros megyében. Közigazgatásilag Károlyvároshoz tartozik.

## Fekvése
Károlyvárostól 13 km-re keletre fekszik.

## Története
Skakavac plébániáját 1826-ban alapították, plébániatemplomát 1862-ben építették. A településnek 1857-ben 589, 1910-ben 515 lakosa volt. A trianoni békeszerződésig Modrus-Fiume vármegye Vojnići járásához tartozott. 2011-ben 267-en lakták.

## Lakosság
| Lakosság változása | Lakosság változása | Lakosság változása | Lakosság változása | Lakosság változása | Lakosság változása | Lakosság változása | Lakosság változása | Lakosság változása | Lakosság változása | Lakosság változása | Lakosság változása | Lakosság változása | Lakosság változása | Lakosság változása | Lakosság változása |
| ------------------ | ------------------ | ------------------ | ------------------ | ------------------ | ------------------ | ------------------ | ------------------ | ------------------ | ------------------ | ------------------ | ------------------ | ------------------ | ------------------ | ------------------ | ------------------ |
| 1857               | 1869               | 1880               | 1890               | 1900               | 1910               | 1921               | 1931               | 1948               | 1953               | 1961               | 1971               | 1981               | 1991               | 2001               | 2011               |
| 589                | 609                | 461                | 555                | 509                | 515                | 440                | 544                | 511                | 543                | 566                | 497                | 475                | 371                | 326                | 267                |

## Nevezetességei
Szent Rókus tiszteletére szentelt plébániatemplomát 1862-ben építették, egyhajós épület. A honvédő háború során súlyos károkat szenvedett. A megújított templomot 2002-ben szentelte fel Josip Bozanić érsek.